# Závodi István
Závodi István, (eredeti nevén Zavadszky) (Budapest, 1906. július 27.. – Montpellier, 1987) válogatott labdarúgó, csatár, jobbszélső, edző. A fiatalon elhunyt válogatott labdarúgó, Zavadszky Gábor nagyapjának a testvére.

## Pályafutása

### Magyarországon
A MÁVAG labdarúgója volt. Gyors, jól cselező gólveszélyes szélső volt.

### A válogatottban
Sokszoros amatőr válogatott labdarúgó volt, alacsonyabb osztályú csapatból került a válogatottba. 1932-ben két alkalommal szerepelt a magyar labdarúgó-válogatottban és egy gólt szerzett. Prágai debütálása alkalmával gólt lőtt František Plánička kapujába.

### Franciaországban
1932-ben Sebes Gusztáv ajánlására igazolta le a francia SO Montpellier csapata, amellyel rögtön a negyedik helyen végzett a francia bajnokságban (a csapatban rajta kívül egy másik magyar játékos is játszott Varga György személyében). Pályája vége felé játszott az FC Séte majd az FC Antibes csapatában is, majd visszatért Montpellierbe. Végül negyvenéves is elmúlt, mikor végleg felhagyott az aktív labdarúgással.

Népszerűségét mutatja, hogy Franciaországban is becenevén vált ismertté, a statisztikákban is Etienne 'Pista' Zavadskiként emlegetik.

### Edzőként
Játékoskarrierje befejeztével is Franciaországban vállalt munkát edzőként, két ízben a Montpellier felnőtt csapatának trénerévé is kinevezték az ötvenes években, a kettő között pedig dolgozott másik volt klubjánál, az FC Séte-nél is.Ezt követően is Montpellierben maradt. A nyolcvanas években még megélhette, hogy újra magyar labdarúgó játsszon anyaklubjában, amire nagyon büszke volt. Zombori Sándor visszaemlékezései szerint szinte fiaként kezelte őt, és sokat segített neki a beilleszkedésben.

## Sikerei, díjai
Pályafutása és klubhűsége előtt tisztelegve 1994-ben róla nevezték el a SO Montpellier egyik utánpótlás pályáját.

## Statisztika

### Mérkőzései a válogatottban
| Magyarország | Magyarország      | Magyarország        | Magyarország  | Magyarország | Magyarország | Magyarország | Magyarország | Magyarország |
| #            | Dátum             | Helyszín            | Hazai         | Eredmény     | Vendég       | Kiírás       | Gólok        | Esemény      |
| ------------ | ----------------- | ------------------- | ------------- | ------------ | ------------ | ------------ | ------------ | ------------ |
| 1.           | 1932. március 20. | Prága, Sparta-pálya | Csehszlovákia | 1 – 3        | Magyarország | barátságos   | 1            | 65'          |
| 1.           | 1932. április 24. | Bécs, Hohe Warte    | Ausztria      | 8 – 2        | Magyarország | barátságos   | -            |              |
|              | Összesen          |                     |               | 2            | mérkőzés     |              | 1            | gól          |